# Saukville, Wisconsin
Saukville là một làng thuộc quận Ozaukee, tiểu bang Wisconsin, Hoa Kỳ. Năm 2006, dân số của làng này là 4068 người.